# James Pickens Jr.
James Pickens Jr. (Cleveland, 26 ottobre 1954) è un attore statunitense, principalmente noto per il ruolo del Dr. Richard Webber nella serie televisiva statunitense Grey's Anatomy.

## Biografia
Nato a Cleveland, nell'Ohio, debutta come attore da studente, partecipando ad una produzione studentesca intitolata Matters of Choice, diretta da Chuck Gordone. Dopo essersi laureato nel 1976, Pickens inizia a lavorare come attore teatrale, partecipando a A Raisin in the Sun. e nel 1981, in A Soldier's Play, al fianco di Denzel Washington e Samuel L. Jackson.
Nel 1990, Pickens si trasferisce nella West Coast e viene scelto ad interpretare il ruolo di Zack Edwards nella soap opera Destini, che lo tiene impegnato dal 1986 al 1990. Seguiranno ruoli ricorrenti in varie serie televisive come Curb Your Enthusiasm, The West Wing, Pappa e ciccia, Beverly Hills 90210, JAG - Avvocati in divisa, X-Files e Six Feet Under. 
Dal 2005 Pickens interpreta il ruolo di Richard Webber nella serie televisiva Grey's Anatomy.

## Filmografia

### Cinema
- F/X - Effetto mortale (F/X), regia di Robert Mandel (1986)
- I trasgressori (Trespass), regia di Walter Hill (1992)
- Limite estremo (Boiling Point), regia di James B. Harris (1993)
- Nella giungla di cemento (Menace II Society), regia di Albert e Allen Hughes (1993)
- Hostile Intentions (1994)
- Jimmy Hollywood, regia di Barry Levinson (1994)
- Dollari sporchi (Dead Presidents), regia di Allen e Albert Hughes (1995)
- Gli intrighi del potere - Nixon (Nixon), regia di Oliver Stone (1995)
- Power 98, regia di Jaime Hellman (1996)
- Sleepers, regia di Barry Levinson (1996)
- L'agguato - Ghosts from the Past (Ghosts of Mississippi), regia di Rob Reiner (1996)
- Gridlock'd - Istinti criminali (Gridlock'd), regia di Vondie Curtis-Hall (1997)
- Come ho conquistato Marte (Rocketman), regia di Paul Weiland (1997)
- Sfera (Sphere), regia di Barry Levinson (1998)
- Benvenuta in Paradiso (How Stella Got Her Groove ), regia di Kevin Rodney Sullivan (1998)
- Bulworth - Il senatore (Bulworth), regia di Warren Beatty (1998)
- Liberty Heights, regia di Barry Levinson (1999)
- Traffic, regia di Steven Soderbergh (2000)
- Red Dragon, regia di Brett Ratner (2002) - non accreditato
- Home Room, regia di Paul F. Ryan (2002)
- White Rush, regia di Mark L. Lester (2003)
- Venom, regia di Jim Gillespie (2005)
- Ball Don't Lie, regia di Brin Hill (2008)
- Rimbalzi d'amore (Just Wright), regia di Sanaa Hamri (2010)
- 42 - La vera storia di una leggenda americana (42), regia di Brian Helgeland (2013)
- For the Love of Ruth, regia di Christine Swanson (2015)

### Televisione
- Destini (Another World) - serie TV, 12 episodi (1986-1990)
- Pappa e ciccia (Roseanne) - serie TV, 21 episodi (1990-2018)
- Beverly Hills 90210 - serie TV, 10 episodi (1991-1992)
- Blossom - Le avventure di una teenager (Blossom) - serie TV, episodio 2x18 (1992)
- Parker Lewis (Parker Lewis Can't Lose) - serie TV, episodio 3x08 (1992)
- L.A. Law - Avvocati a Los Angeles (L.A. Law) - serie TV, episodio 7x03 (1992)
- Doogie Howser (Doogie Howser, M.D.) - serie TV, episodio 4x13 (1992)
- Exclusive - film TV (1992)
- NYPD - New York Police Department (NYPD Blue) - serie TV, episodio 1x06 (1993)
- La signora in giallo (Murder, She Wrote) - serie TV, episodio 9x21 (1993)
- Renegade - serie TV, episodio 2x15 (1994)
- Me and the Boys - serie TV, 2 episodi (1994-1995)
- Sodbusters - film TV (1994)
- Un bambino chiede aiuto (A Child's Cry for Help) - film TV, regia di Sandor Stern (1994)
- Lily in Winter - film TV (1994)
- Trail by Fire - film TV (1995)
- Sharon's Secret - film TV (1995)
- Il tocco di un angelo (Touched by an Angel) - serie TV, episodio 2x04 (1995)
- In the House - serie TV, episodio 2x15 (1996)
- Lazarus Man (The Lazarus Man) - serie TV, episodio 1x05 (1996)
- Hawaii missione speciale (One West Waikiki) - serie TV, episodio 2x13 (1996)
- Dangerous Minds - serie TV, episodio 1x11 (1996)
- Una strana coppia di detective (Bloodhounds) – film TV, regia di Michael Katleman (1996)
- Troppi in famiglia (Something So Right) - serie TV, 5 episodi (1996-1997)
- Pacific Palisades - serie TV, episodio 1x07 (1997)
- Walker Texas Ranger (Walker, Texas Ranger) - serie TV, episodio 6x01 (1997)
- Brooklyn South - serie TV, 4 episodi (1997-1998)
- The Practice - Professione avvocati (The Practice) - serie TV, 15 episodi (1997-2000)
- Jarod il camaleonte (The Pretender) - serie TV, episodio 2x17 (1998)
- Seinfeld - serie TV, episodi 9x23 e 9x24 (1998)
- Little Girl Fly Away - film TV (1998)
- Da un giorno all'altro (Any Day Now) - serie TV, 3 episodi (1998-2000)
- X-Files (The X-Files) – serie TV, 21 episodi (1998-2018)
- Mr. Chapel (Vengeance Unlimited) - serie TV, episodio 1x16 (1999)
- JAG - Avvocati in divisa (JAG) - serie TV, 2 episodi (1999)
- A Slight Case of Murder - film TV (1999)
- City of Angels - serie TV, 3 episodi (2000)
- Mammi si diventa (Daddio) - serie TV, episodio 1x02 (2000)
- The District - serie TV, episodio 1x05 (2000)
- In tribunale con Lynn (Family Law) - serie TV, episodio 2x08 (2000)
- NYPD - New York Police Department (NYPD Blue) - serie TV, 3 episodi (2000)
- Semper Fi - film TV, regia di Michael W. Watkins (2001)
- Philly - serie TV, 7 episodi (2001-2002)
- Squadra Med - Il coraggio delle donne (Strong Medicine) - serie TV, episodio 3x02 (2002)
- Crossing Jordan - serie TV, episodio 2x02 (2002)
- MDs - serie TV, episodio 1x05 (2002)
- Six Feet Under - serie TV, 2 episodi (2002-2003)
- Becker - serie TV, 2 episodi (2002-2003)
- CSI: Miami - serie TV, episodio 1x24 (2003)
- The Lyon's Den - serie TV, 3 episodi (2003)
- Line of Fire - serie TV, episodio 1x09 (2004)
- West Wing - Tutti gli uomini del Presidente (The West Wing) - serie TV, episodio 5x15 (2004)
- Jack & Bobby - serie TV, episodio 1x01 (2004)
- Curb Your Enthusiasm - serie TV, 2 episodi (2005)
- Grey's Anatomy – serie TV, 390 episodi (2005-in corso) - Richard Webber
- Private Practice - serie TV, 2 episodi (2007-2009) - Richard Webber
- Seattle Grace: Message of Hope - serie TV, 6 episodi (2010) - Richard Webber
- Grey's Anatomy: B-Team - serie TV, episodio 1x04 (2018) - Richard Webber
- Yellowstone - serie TV, episodio 1x09 (2018)
- The Conners - serie TV, 5 episodi (2018-in corso)
- Station 19 - serie TV, 5 episodi (2020-2024) - Richard Webber
- In the End: There's Always A Disney God - serie TV, episodio 2x02 (2021)

## Doppiatori italiani
Nelle versioni in italiano delle opere in cui ha recitato, James Pickens Jr. è stato doppiato da:
- Stefano Mondini in Sfera, X-Files, Grey's Anatomy, Private Practice, Station 19
- Alessandro Rossi in Jimmy Hollywood, Traffic
- Maurizio Reti in La signora in giallo
- Sandro Sardone in Sleepers
- Luca Biagini in L'agguato - Ghosts from the Past
- Giorgio Locuratolo in Gridlock'd - Istinti criminali
- Mario Bombardieri in Philly
- Franco Zucca in Six Feet Under
- Claudio Fattoretto in CSI: Miami
- Pino Ammendola in Venom

Da doppiatore, è stato sostituito da:
- Luigi La Monica ne La famiglia Proud: più forte e orgogliosa